# Суекеево
Суеке́ево (тат. Сөякәй) — деревня в Муслюмовском районе Республики Татарстан, в составе Октябрьского сельского поселения.

## География
Деревня находится на реке Калмия, в 34 км к востоку от районного центра, села Муслюмово. Вдоль села проходит автомобильная дорога регионального значения 16К-0143 «Актаныш — Муслюмово».

## История
Деревня Суекеево (также была известна под названиями Суякеева, Сююкеева) упоминается в первоисточниках с 1795 года.
В сословном отношении, в XVIII столетии и вплоть до 1860-х годов жителей деревни причисляли к государственным крестьянам, тептярям и башкирам-вотчинникам. Их основными занятиями в то время были земледелие, скотоводство.
В «Списке населенных мест по сведениям 1870 года», изданном в 1877 году, населённый пункт упомянут как деревня Суякеева (Сююкеева) 1-го стана Мензелинского уезда Уфимской губернии. Располагалась при речке Калмие, по правую сторону почтового тракта из Мензелинска в Бирск, в 60 верстах от уездного города Мензелинска и в 26 верстах от становой квартиры в деревне Поисева. В деревне, в 42 дворах жили 224 человека (119 мужчин и 105 женщин, тептяри), были мечеть, училище, водяная мельница.
С 1929 года в деревне работали коллективные сельскохозяйственные предприятия, с 2016 года — сельскохозяйственные предприятия в форме ООО.
Административно, до 1920 года деревня относилась к Мензелинскому уезду Уфимской губернии, с 1920 года — к Мензелинскому кантону, с 1930 года (с перерывом) — к Муслюмовскому району Татарстана.

## Население
Динамика
По данным переписей, население деревни увеличивалось с 55 душ мужского пола в 1816 году до 645 человек в 1913 году. В последующие годы численность населения деревни уменьшалась и в 2017 году составила 58 человек.
Национальный состав
По данным переписей населения, в деревне проживают татары.

## Экономика
Полеводство, мясо-молочное скотоводство.